# خرم بشتة (بشاريات الغربي)
خرم بشتة (بالفارسية: خرمپشته) هي قرية تقع في إيران في قسم بشاریات الغربي الریفي. يقدر عدد سكانها بـ 1,094 نسمة .